# 发酵杆菌属
发酵杆菌属为盐单胞菌科的一个属。该属的模式种为棕榈发酵杆菌（Zymobacter palmae）。

## 下属物种
- 棕榈发酵杆菌 Zymobacter palmae Okamoto et al. 1995